# Irvine Arditti
Irvine Arditti, né le 8 février 1953 à Londres, est un violoniste britannique, ainsi que le leader et fondateur du Quatuor Arditti.

## Biographie
Irvine Arditti fréquente la Central Foundation Boys' School à Londres avant de poursuivre ses études à la Royal Academy of Music à l'âge de 16 ans où il étudie avec Clarence Myerscough et Manoug Parikian. Il rejoint l'Orchestre symphonique de Londres en 1976 et après deux ans, à l'âge de 25 ans, il en devient co-concert Master. Il quitte l'orchestre en 1980 pour se consacrer davantage au Quatuor Arditti qu'il a formé alors qu'il était encore étudiant.
En 1988, il est nommé membre honoraire de la Royal Academy of Music en reconnaissance de son travail. Le Quatuor Arditti reçoit le prestigieux prix de musique Ernst von Siemens en 1999 pour « l'œuvre de toute une vie » en musique ainsi qu'une bourse honorifique de la part de l'Académie royale suédoise de musique. En 2014, il reçoit un doctorat honorifique de l'Université de Huddersfield. En 2017, il reçoit le Grand Prix Charles Cros in honorem.
Arditti donne les premières mondiales d'un certain nombre d'œuvres de grande envergure spécialement écrites pour lui. Il s'agit notamment de Dox Orkh de Iannis Xenakis et Landscape III de Toshio Hosokawa, tous deux pour violon et orchestre, ainsi que Terrain de Brian Ferneyhough, Riti Neurali et Body Electric de Luca Francesconi, Vernal Showers de James Dillon, Scena de Jonathan Harvey, Vita Nova de Brice Pauset, Aspiration de Roger Reynolds et Le Stagioni Artificiali de Salvatore Sciarrino, le tout pour violon et ensemble.
Il est également responsable de la création de nombreuses œuvres pour solo, dont les deux œuvres pour violon solo de Ferneyhough, Intermedio et Unsichtbare Farben. Il inspire John Cage à terminer ses Études Freeman en en donnant la première exécution complète en 1991, et inspire également d'autres compositeurs dans plusieurs pièces comme Pascal Dusapin et Roger Reynolds.
Il se produit en soliste avec de nombreux orchestres et ensembles, dont l'Orchestre symphonique de la Radiodiffusion bavaroise, l'Orchestre symphonique de la BBC, la Radio Symphony de Berlin, l'Orchestre royal du Concertgebouw, la Junge Deutsche Philharmonie, l'Ensemble Modern, la Philharmonie de Munich, l'Orchestre National de Paris, l'Orchestre de la Résidence de La Haye, l'Orchestre philharmonique de Rotterdam, l'Asko Ensemble, l'Ensemble Contrechamps, le London Sinfonietta, le Nieuw Ensemble, le Nouvel Ensemble moderne, l'Oslo Sinfonietta, le Philharmonia Orchestra et le Schoenberg Ensemble. Ses interprétations de nombreux concertos sont saluées par leurs compositeurs, notamment György Ligeti, Henri Dutilleux et Xenakis. Il enregistre des œuvres solo, dans plus de 30 albums, et en réalise plus de 200 avec le quatuor Arditti.
Son enregistrement de la Sequenza pour violon de Luciano Berio, sur Mode Records remporte le Deutsche Schallplattenpreis en 2007 et est récompensé de la meilleure sortie de musique contemporaine par le magazine de musique italien Amadeus en 2008. En 2009, Arditti est nommé membre étranger de l'Académie royale suédoise de musique. En 2014, il reçoit un doctorat honorifique de l'Université de Huddersfield au Royaume-Uni.
Arditti est marié à la compositrice mexicaine Hilda Paredes. Ils résident à Londres. Le fils d'Irvine, Jake Arditti, est un Contreténor reconnu.